# Phương Hằng (diễn viên)
Phương Hằng (tên khai sinh là Đặng Phương Hằng, sinh ngày 17 tháng 1 năm 1989 tại Thành phố Hồ Chí Minh) là một nữ diễn viên người Việt Nam. Năm 2018, cô đoạt giải "Nữ diễn viên phụ xuất sắc" tại Giải Cánh diều.

## Phim đã tham gia
| Năm  | Tựa Phim                     | Vai diễn    | Đạo diễn                      | Kênh       | Nguồn |
| ---- | ---------------------------- | ----------- | ----------------------------- | ---------- | ----- |
| 2009 | Thứ ba học trò               | Bảo Như     | Đặng Lưu Việt Bảo             | HTV9       |       |
| 2010 | Thụy khúc                    | Ý Lan       | Đặng Lưu Việt Bảo             | HTV7       |       |
| 2010 | Mẹ chồng nàng dâu            | Như Quỳnh   | Đặng Lưu Việt Bảo             | THVL1      |       |
| 2010 | Gia đình sóng gió            | Khánh Linh  | Xuân Cường                    | THVL1      |       |
| 2010 | Tình yêu tìm lại             | Hân         | Xuân Cường                    | HTV7       |       |
| 2011 | Dòng đời nghiệt ngã          | Trang       | Đặng Lưu Việt Bảo             | HTV9       |       |
| 2011 | Nước rút                     | Thủy        | Nguyễn Minh Cao               | HTV7       |       |
| 2011 | Lặng lẽ yêu em               | Bội Thanh   | Đặng Lưu Việt Bảo             | THVL1      |       |
| 2011 | Không phải tôi               | Mai Phương  | Đặng Lưu Việt Bảo             | HTV7       |       |
| 2012 | Tiểu thư vào bếp             | Phụng       | Nhâm Minh Hiền                | SCTV14     |       |
| 2012 | Tình mẹ                      | Phượng      | Đặng Lưu Việt Bảo             | HTV9       |       |
| 2012 | Đôi cánh đồng tiền           | Diệu        | Nguyễn Minh Cao               | VTV3       |       |
| 2012 | Thời gian để yêu             | Nở          | Nhâm Minh Hiền                | HTV7       |       |
| 2013 | Không thể gục ngã            |             | Bùi Cường                     | VTV1       |       |
| 2013 | Hồn đá                       | Hiền        | Trần Hữu Phúc                 | Let's viet |       |
| 2013 | Cạm bẫy thị thành            | Lê          | Lâm Lê Dũng                   | Let's Viet |       |
| 2014 | Thầy đổi nghề                |             | Nguyễn Dương                  | VTV3       |       |
| 2014 | Bí mật anh và em             | Nhã Phương  | Nhâm Minh Hiền                | HTV7       |       |
| 2014 | Gia đình ngũ quả (phần 1)    | Nguyễn Xoài | Trần Toàn                     | THVL1      |       |
| 2014 | Trả giá                      | Chi         | Đinh Đức Liêm                 | Let's Viet |       |
| 2014 | Lớp học tình yêu             | Hương       | Nguyễn Minh Cao               | SCTV14     |       |
| 2015 | Đổi đời                      | Uyên        | Đặng Minh Quốc                | SCTV14     |       |
| 2015 | Gia đình ngũ quả (phần 2)    | Nguyễn Xoài | Trần Toàn                     | THVL1      |       |
| 2015 | Ông tơ bà nguyệt             | Kiều Oanh   | Trương Thành Công             | ĐN1        |       |
| 2015 | Cuộc phiêu lưu của Hai Lúa 2 | Hai Nhái    | NSƯT Hồ Ngọc Xum , Nhất Tuấn  | THVL1      |       |
| 2016 | Bản năng nguy hiểm           | Dạ Thi      | Bùi Cường                     | THVL1      |       |
| 2016 | Máu chảy về tim              | Ngọc        | Nguyễn Dương                  | THVL1      |       |
| 2016 | Nước mắt chảy ngược          | Khanh       | Nguyễn Quang Minh             | SCTV14     |       |
| 2017 | Bến nước mười ba             | Tiểu Yến    | Lý Khắc Lynh                  | SCTV14     |       |
| 2017 | Con hơn cha                  | Loan        |                               | HTV7       |       |
| 2018 | Đảo ngọc tình yêu            | Thanh Hà    | Trần Toàn                     | HTV9       |       |
| 2018 | Gạo nếp gạo tẻ               | Ngọc Minh   | Võ Thạch Thảo                 | HTV2       |       |
| 2018 | Hôn lễ mùa thu               | Hạ My       | Trần Ngọc Phong               | TodayTV    | [ 3 ] |
| 2018 | Đánh tráo số phận            | Thảo Vy     | Trần Chí Thành                | VTV1       |       |
| 2019 | Em trai bố dượng             | Thanh Ngân  | Trần Minh Ngân                | THVL1      |       |
| 2020 | Gạo nếp gạo tẻ 2             | Khánh       | Nguyễn Hoàng Anh              | HTV2       |       |
| 2020 | Nhất gia bách truyện         | Ngọc Nhi    | Dương Quốc Lịch               | TodayTV    |       |
| 2020 | Hải đường trong gió          | Minh Nguyệt | Nguyễn Hoàng Anh              | HTV2       |       |
| 2021 | Canh bạc tình yêu            | Mỹ Ngọc     | Trương Dũng                   | THVL1      |       |
| 2021 | Xóm đụng chuyện              | Ngân        | Phạm Tuân                     | HTV7       |       |
| 2022 | Cần một bờ vai               | Kim Anh     | Trần Văn Hưng                 | VTV8       |       |
| 2023 | Nữ Chủ                       | Minh Nguyệt | Nguyễn Hoàng Anh              | VieON      |       |
| 2023 | Thử thách cuộc đời           | Vy          | Trương Dũng                   | THVL1      |       |
| 2024 | Công thức nàng ế             | Uyên        | Võ Hồng Loan & Trần Khánh Như |            |       |
| 2024 | 7 năm chưa cưới sẽ chia tay  | Mỹ Kiều     | Nguyễn Hoàng Anh              | VieON      |       |

## Giải thưởng
| Năm  | Giải thưởng    | Hạng mục                  | Tác phẩm       | Kết quả   | Nguồn |
| ---- | -------------- | ------------------------- | -------------- | --------- | ----- |
| 2018 | Giải Cánh diều | Nữ diễn viên phụ xuất sắc | Gạo nếp gạo tẻ | Đoạt giải | [ 4 ] |